# Serie A 1950 (baseball)
La Serie A 1950 è stata la 3ª edizione del torneo di primo livello del campionato italiano di baseball organizzato dalla FIPaB dopo l'avvenuta fusione con la Lega Italiana Baseball.
Lo scudetto è stato conquistato dalla Libertas Roma per la prima volta nella sua storia.

## Stagione

### Novità
Al torneo presero parte diciassette squadre. Parteciparono le sei squadre proveniente dalla Lega Italiana Baseball 1949, tre squadre della Serie A 1949 e otto nuovi club alla prima partecipazione. Da segnalare la prima partecipazione al torneo del Nettuno 1945 e del Parma futuri protagonisti del campionato nazionale.

### Formula
La competizione fu strutturata su due fase. La prima fase i club furono divise in tre gruppi da quattro squadre ciascuno e uno da cinque. Si qualificarono al girone per il titolo le prime due di ciascun gruppo. La fase finale fu invece disputata tramite un girone unico all'italiana con gare di andata e ritorno tra le otto squadre qualificate.

### Avvenimenti
Nei gironi della prima fase vennero rispettati le gerarchie dell'epoca. Si qualificarono al girone per il titolo l'Ambrosiana e il Torino nel gruppo A, il CUS Milano e la Libertas Inter nel gruppo B, il Firenze e la Libertas Bologna nel gruppo C e la Libertas Roma e il Nettuno nel gruppo D. Il girone finale vide contendersi il titolo il Nettuno e la Libertas Roma con quest'ultima che prevalse di una sola vittoria nella classifica finale; a chiudere il podio ci fu la Libertas Bologna.

## Squadre partecipanti
| Club             | Città        | Impianto | Stagione precedente               |
| ---------------- | ------------ | -------- | --------------------------------- |
| Alessandria      | Alessandria  |          | 6º in Serie A 1949                |
| Ambrosiana       | Milano       |          | 2º in Lega Italiana Baseball 1949 |
| CUS Milano       | Milano       |          | 3º in Lega Italiana Baseball 1949 |
| Firenze          | Firenze      |          | 1º in Lega Italiana Baseball 1949 |
| Fossano          | Fossano (CN) |          |                                   |
| Juventus 48      | Torino       |          | 5º in Lega Italiana Baseball 1949 |
| Lazio            | Roma         |          | 1º in Serie A 1949                |
| Libertas Bologna | Bologna      |          | 4º in Lega Italiana Baseball 1949 |
| Libertas Inter   | Milano       |          | 6º in Lega Italiana Baseball 1949 |
| Libertas Roma    | Roma         |          | 3º in Serie A 1949                |
| Monza            | Monza (MI)   |          |                                   |
| Nettuno 1945     | Nettuno (RM) |          |                                   |
| Parma            | Parma        |          |                                   |
| Rimini           | Rimini (FO)  |          | 4º in Serie A 1949                |
| Torino           | Torino       |          |                                   |
| Trieste          | Trieste      |          |                                   |
| Verona           | Verona       |          |                                   |

## Prima Fase

### Girone A
|  | Pos. | Squadra    | G | V | P | PCT | GB |
|  | ---- | ---------- | - | - | - | --- | -- |
|  | 1.   | Ambrosiana | 6 | 6 | 0 |     |    |
|  | 2.   | Torino     | 6 | 3 | 3 |     |    |
|  | 3.   | Monza      | 6 | 3 | 3 |     |    |
|  | 4.   | Fossano    | 6 | 0 | 6 |     |    |

Legenda:
  Squadra ammessa alla fase finale.

### Girone B
|  | Pos. | Squadra        | G | V | P | PCT | GB |
|  | ---- | -------------- | - | - | - | --- | -- |
|  | 1.   | CUS Milano     | 6 | 6 | 0 |     |    |
|  | 2.   | Libertas Inter | 6 | 4 | 2 |     |    |
|  | 3.   | Juventus 48    | 6 | 1 | 5 |     |    |
|  | 4.   | Alessandria    | 6 | 1 | 5 |     |    |

Legenda:
  Squadra ammessa alla fase finale.

### Girone C
|  | Pos. | Squadra          | G | V | P | PCT | GB |
|  | ---- | ---------------- | - | - | - | --- | -- |
|  | 1.   | Firenze          | 8 | 7 | 1 |     |    |
|  | 2.   | Libertas Bologna | 8 | 6 | 2 |     |    |
|  | 3.   | Trieste          | 8 | 5 | 3 |     |    |
|  | 4.   | Verona           | 8 | 2 | 6 |     |    |
|  | 5.   | Parma            | 8 | 0 | 8 |     |    |

Legenda:
  Squadra ammessa alla fase finale.

### Girone D
|  | Pos. | Squadra       | G | V | P | PCT | GB |
|  | ---- | ------------- | - | - | - | --- | -- |
|  | 1.   | Libertas Roma | 6 | 5 | 1 |     |    |
|  | 2.   | Nettuno 1945  | 6 | 4 | 2 |     |    |
|  | 3.   | Lazio         | 6 | 3 | 3 |     |    |
|  | 4.   | Rimini        | 6 | 0 | 6 |     |    |

Legenda:
  Squadra ammessa alla fase finale.

## Fase finale

### Classifica finale
|  | Pos. | Squadra          | G  | V  | P  | PCT  | GB   |
|  | ---- | ---------------- | -- | -- | -- | ---- | ---- |
|  | 1.   | Libertas Roma    | 14 | 13 | 1  | .929 | -    |
|  | 2.   | Nettuno 1945     | 14 | 12 | 2  | .857 | 1,0  |
|  | 3.   | Libertas Bologna | 14 | 10 | 4  | .714 | 3,0  |
|  | 4.   | Firenze          | 14 | 6  | 8  | .429 | 7,0  |
|  | 5.   | Ambrosiana       | 14 | 6  | 8  | .429 | 7,0  |
|  | 6.   | CUS Milano       | 13 | 5  | 8  | .385 | 7,5  |
|  | 7.   | Libertas Inter   | 13 | 3  | 10 | .231 | 9,5  |
|  | 8.   | Torino           | 14 | 0  | 14 | .000 | 13,0 |

Legenda:
      Campione d'Italia.